# Olympus E-300
Die E-300 von Olympus ist eine digitale Spiegelreflexkamera mit einer Auflösung von 8,0 Millionen Pixeln, die im Dezember 2004 auf den Markt kam.

## Allgemeines
Die Abmessungen des spritzwassergeschützten Aludruckguss-Gehäuses betragen 146,5 mm × 85 mm × 64 mm bei einem Gewicht von ca. 580 g ohne Batterien und CF-Karte.
Eine Besonderheit an dieser Kamera ist der seitlich wegklappende Spiegel, da Olympus auf das klassische Pentaprisma zugunsten eines Porro-Spiegelsucher verzichtete und so einen besonders flachen Kamerakorpus konstruieren konnte.
Die E-300 war nach der E-1 die zweite Kamera von Olympus, die nach dem Four-Thirds-(4/3)-Standard gefertigt wurde. Das E-System ist die Zusammenfassung aller digitalen Spiegelreflexkameras von Olympus und deren Zubehör.

## Technische Details
Die Lichtempfindlichkeit lässt sich von ISO 100 bis 1.600 einstellen, die kürzeste Auslösezeit beträgt 1/4.000 Sekunde. Die Bilder können in den Formaten RAW mit einer Farbtiefe von 36 Bit, JPEG mit 24 bit Farbtiefe und TIFF gespeichert werden. Die Kamera ermöglicht die interne Umwandlung von Raw- in jpeg-Dateien.
Die von Olympus erhältlichen lichtstarken und kompakten Zuiko-Objektive für die E-300 sind bisher mit keinem Bildstabilisierungs-System ausgestattet. Seit Oktober 2006 bietet Leica ein derartiges Objektiv.
Für moderne Spiegelreflexkameras typische Funktionen wie Bulb (Langzeitbelichtung), Autofocus, Programmautomatik sowie manuelle Belichtungskontrolle sind im Funktionsumfang enthalten. Spiegelvorauslösung wurde durch ein Firmwareupdate im März 2005 ermöglicht. Die E-300 verfügt über drei Autofokusmessfelder, die manuell und automatisch ansteuerbar sind. Die E-300 verfügt über die Möglichkeit, den Autofokus so einzustellen, dass er bewegten Motiven automatisch folgt, etwa für die Tier- oder Sportfotografie.
Eine weitere praktische Ausstattung ist die automatische Sensorreinigung der E-300. Andere Firmen wie Canon haben diese Technik in ihren aktuellen Modellen aufgegriffen. Flecken auf dem Foto und eine teure Reinigung des Sensors entfallen auf diese Weise.